# 牛窓天神山古墳

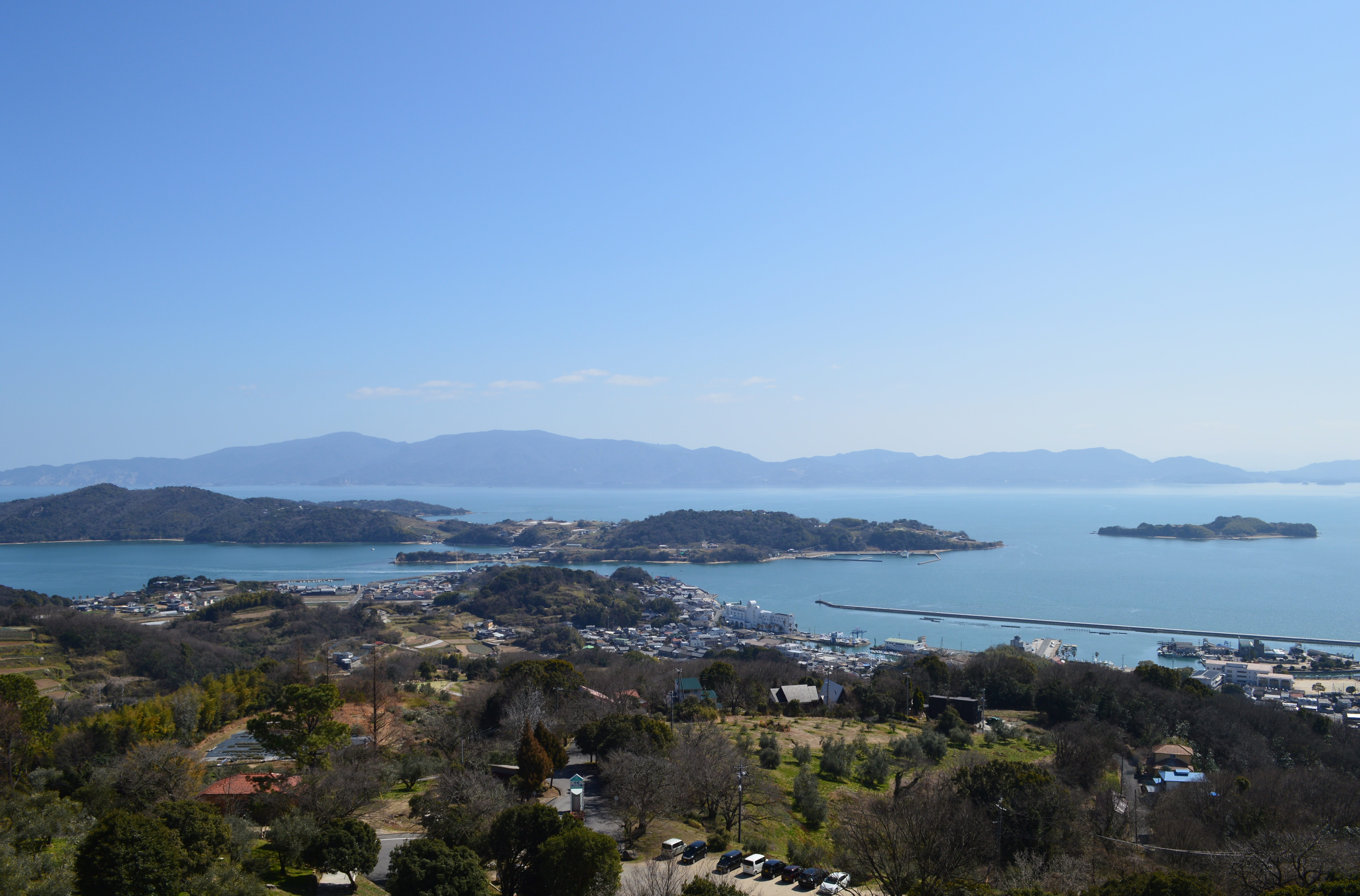
古墳の所在する丘陵（中央左下）牛窓オリーブ園から望む。画像右端の黒島に黒島1号墳が所在する。黒島の左は前島、最奥左は小豆島で、牛窓天神山古墳の丘陵と前島との間に唐琴の瀬戸（牛窓瀬戸）が流れる。

牛窓天神山古墳（うしまどてんじんやまこふん）は、岡山県瀬戸内市牛窓町牛窓にある古墳。形状は前方後円墳。瀬戸内市指定史跡に指定されている（指定名称は「天神山古墳」）。

## 概要
| 湾内位置 | 古墳名         | 墳丘長 | 築造時期    | 史跡指定         |
| -------- | -------------- | ------ | ----------- | ---------------- |
| 北東     | 牛窓天神山古墳 | 85m    | 4c中葉-後半 | 瀬戸内市指定史跡 |
| 南       | 黒島1号墳      | 81m    | 5c前半-中葉 | なし             |
| 北西     | 鹿歩山古墳     | 84m    | 5c後半      | 岡山県指定史跡   |
| 北       | 波歌山古墳     | 60m    | 6c前半      | （消滅）         |
| 南西     | 二塚山古墳     | 55m    | 6c後半      | 岡山県指定史跡   |

岡山県南東部、牛窓湾東端の丘陵の山頂尾根上に築造された古墳である。牛窓湾では、本古墳のほか二塚山古墳・鹿歩山古墳・波歌山古墳（消滅）・黒島1号墳の前方後円墳5基が湾を取り囲むように築造されたことが知られる。現在では古墳南側に牛窓天神社が所在する。発掘調査は実施されていない。
墳形は前方部が未発達で低平な前方後円形で、前方部を南方向（海側）に向ける。墳丘は後円部で2段築成、前方部で1段築成とみられる。墳丘外表では葺石（円礫）、埴輪（円筒埴輪・壺形埴輪）が認められている。埋葬施設は明らかでないが、竪穴式石室であったと推定され、後円部墳頂において板状割石が露出する。出土遺物は明らかでない。
築造時期は、古墳時代前期の4世紀中葉-後半頃と推定される。牛窓湾の前方後円墳5基のうちでは最初の築造に位置づけられ、他の前方後円墳4基とともに当時の牛窓湾の港湾としての政治的重要性を示す古墳になる。特に本古墳眼下の前島との間の海は「唐琴の瀬戸」・「牛窓瀬戸」と称される航路であるため、牛窓最古の前方後円墳としての築造背景が示唆される。
古墳域は瀬戸内市指定史跡に指定されている。

## 墳丘
墳丘の規模は次の通り。
- 墳丘長：約85メートル
- 後円部 - 2段築成。
  - 直径：約50メートル
  - 高さ：約7-8メートル
- 前方部 - 1段築成か。
  - 長さ：約35メートル
  - 幅：約25-30メートル
  - 高さ：約4メートル

墳丘長80メートル代という規模は、吉井川東岸南部地域では最高首長層に位置づけられる。また、竪穴式石室の石材と推定される後円部墳頂の板状割石は香川県の屋島産とされ、一宮天神山古墳と共通する。ただし、浦間茶臼山古墳・網浜茶臼山古墳など吉備の主な前期古墳は香川県の豊島産の石材を使用しており、それら産出地の相違が注意される。

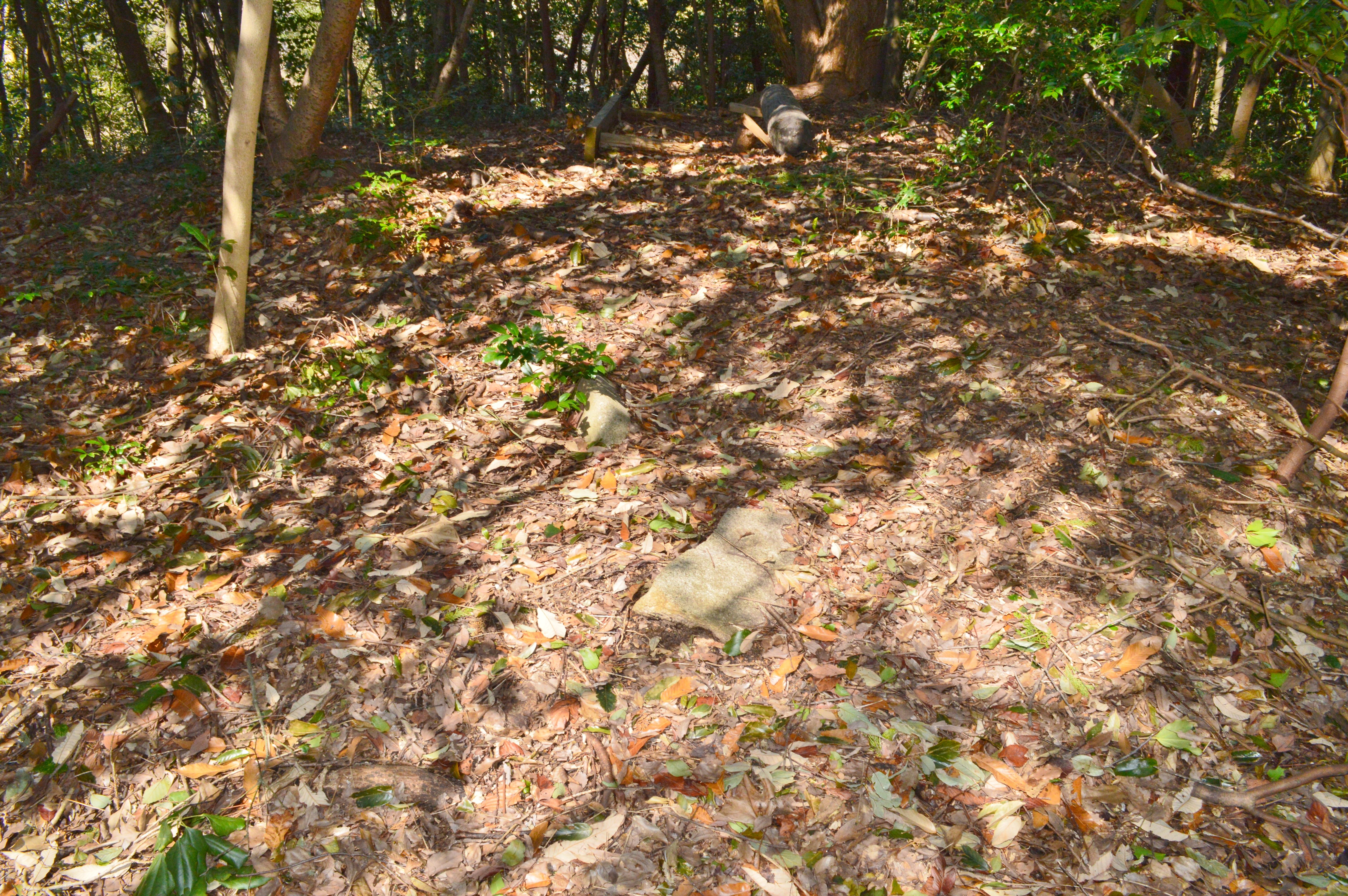
後円部墳頂
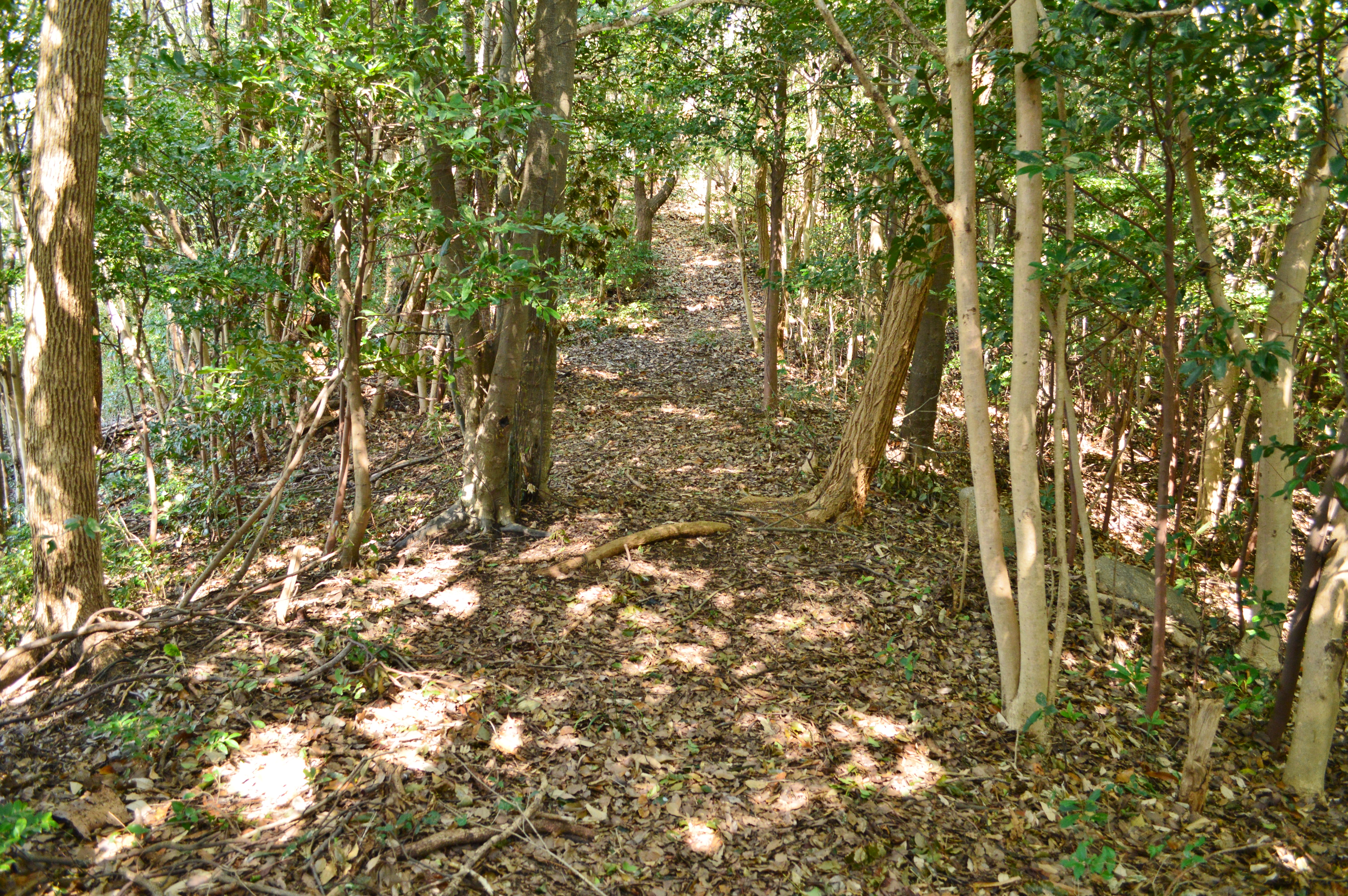
前方部から後円部を望む
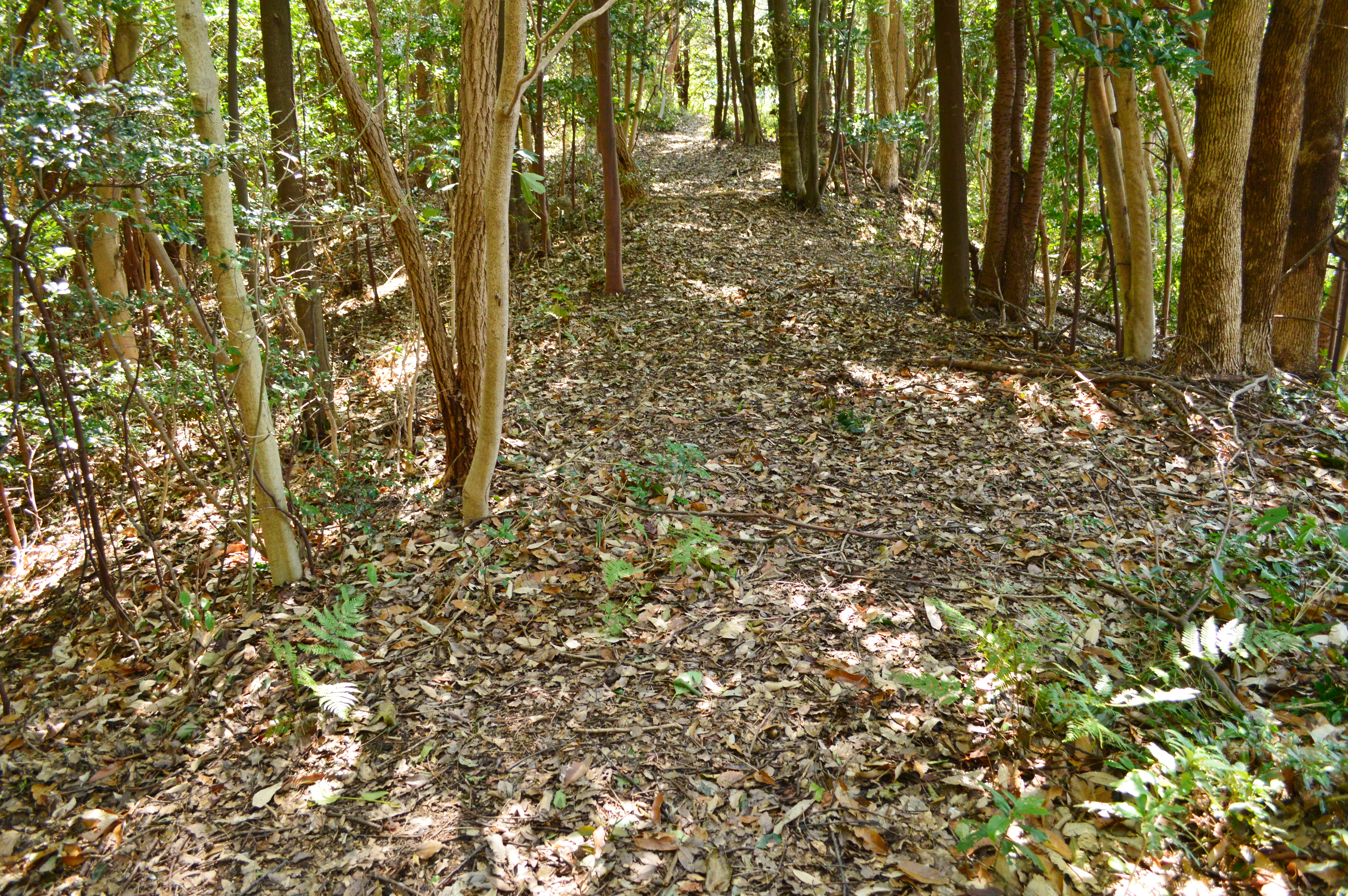
後円部から前方部を望む
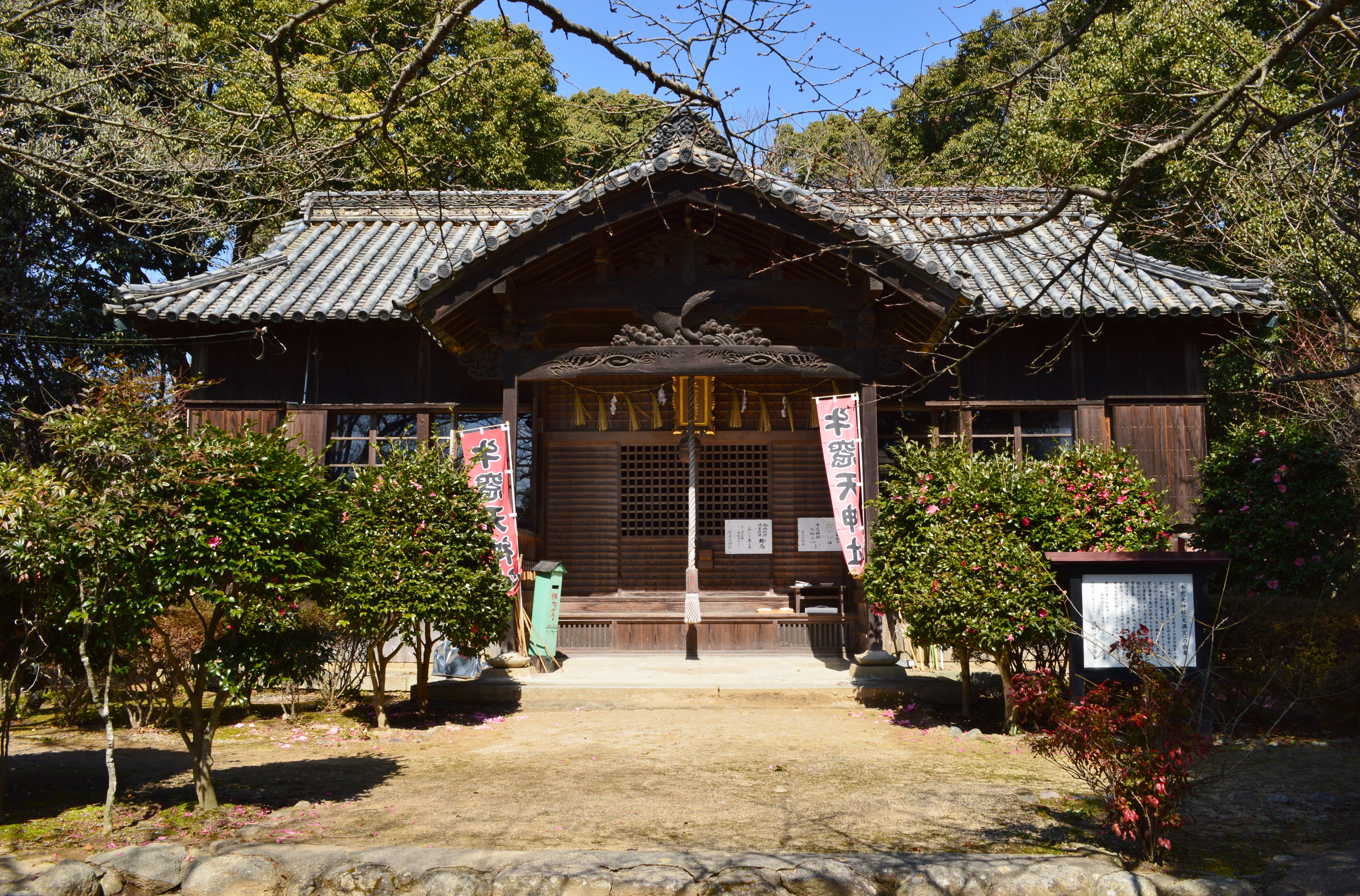
南側に所在する牛窓天神社
埴輪 寒風陶芸会館展示。

## 文化財

### 瀬戸内市指定文化財
- 史跡
  - 天神山古墳[6]

## 関連施設
- 寒風陶芸会館（瀬戸内市牛窓町長浜） - 牛窓天神山古墳の出土埴輪を展示。

## 関連文献
（記事執筆に使用していない関連文献）
- 「牛窓天神山古墳」『岡山県史』 18 考古資料、岡山県、1986年。
- 原田悠希「牛窓天神山古墳の測量調査」『岡山市埋蔵文化財センター研究紀要』第13号、岡山市教育委員会、2021年3月、55-62頁。